# هولکومب (میزوری)
هولکومب (به انگلیسی: Holcomb) یک شهر در ایالات متحده آمریکا است که در شهرستان دانکلین، میزوری واقع شده‌است. هولکومب ۱٫۵۰ کیلومتر مربع مساحت و ۶۳۵ نفر جمعیت دارد و ۸۵ متر بالاتر از سطح دریا قرار دارد.